# 성혈

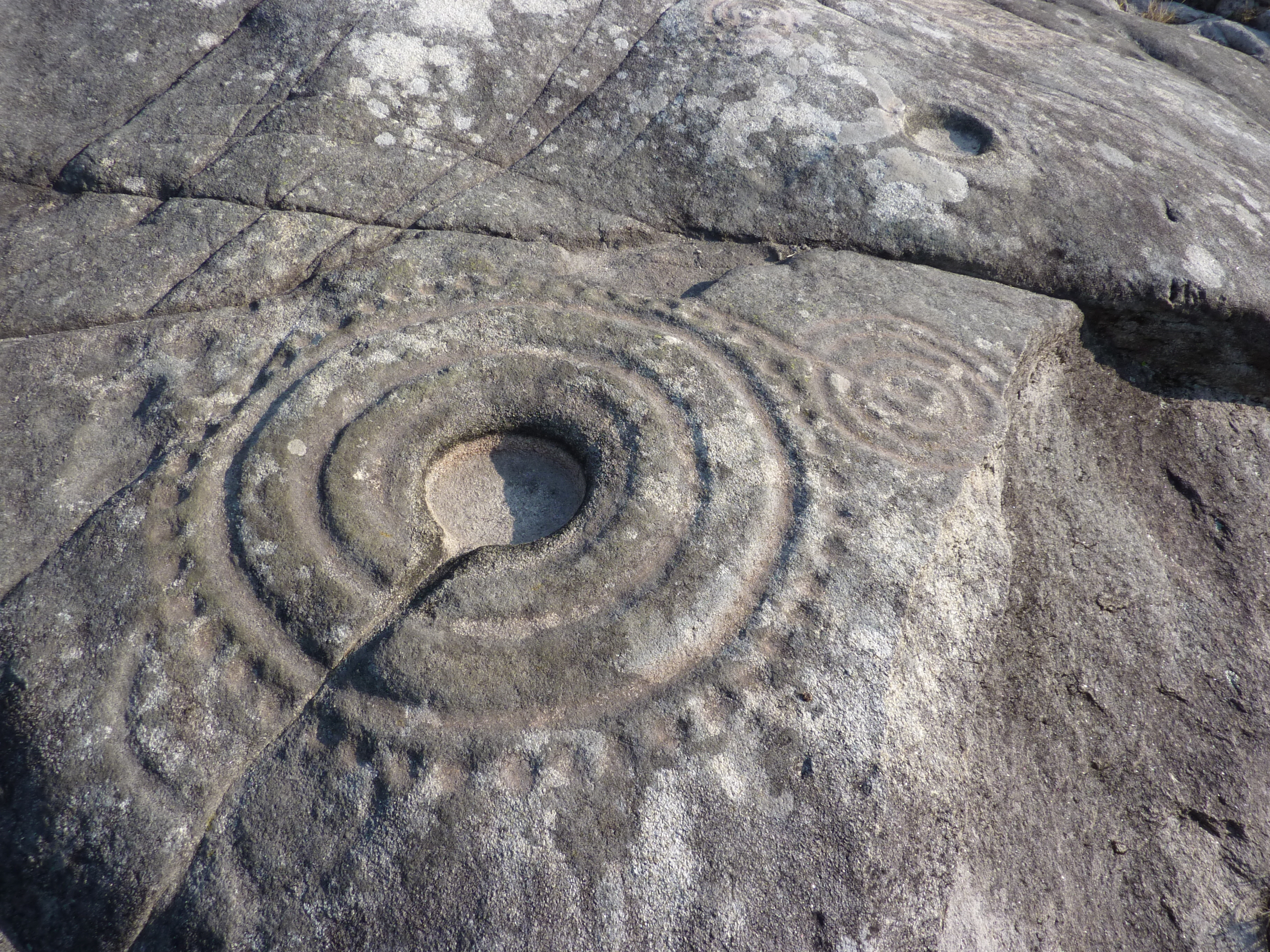

성혈(性穴, cup-mark)이란 선사시대 예술의 일종으로, 돌 표면을 깎거나 파내어 도형을 만든 것이다. 유럽의 대서양 연안(아일랜드, 웨일스, 잉글랜드 북부, 스코틀랜드, 프랑스(브리타니), 포르투갈, 스페인(갈리시아) 및 지중해 유럽 – 이탈리아(알프스 계곡 및 사르디니아), 아제르바이잔 및 그리스(테살리아 및 이라클레이아(키클라데스)), 스칸디나비아(덴마크, 스웨덴, 노르웨이 및 핀란드) 및 스위스(그리송의 카셴나)에서 발견된 선사 시대 예술의 한 형태이다.
유사한 형태가 호주, 가봉, 그리스, 하와이, 인도(다라키-차탄), 이스라엘, 멕시코, 모잠비크 및 아메리카 대륙을 포함한 전 세계에서 발견된다. 가장 오래된 것으로 알려진 형태는 비옥한 초승달 지대부터 인도까지 발견된다.
지름이 몇 센티미터도 안 되는 오목한 홈으로 구성되어 있으며, 바위 표면에 쪼아져 있고 종종 돌에 새겨져 있는 동심원으로 둘러싸여 있다. 때로는 홈통이라고 불리는 선형 채널이 중앙에서 나온다. 장식은 자연 바위와 노두의 암각화로 나타나며 음식 용기 문화의 석판 기둥, 일부 돌 원형 및 클라바 무덤과 같은 통로 무덤과 같은 의도적으로 가공된 거석의 거석 예술 요소로 발생한다.

## 같이 보기
- 거석기념물
- 암각화
- 선사 미술